# Oratorio di Sant'Andrea al Celio

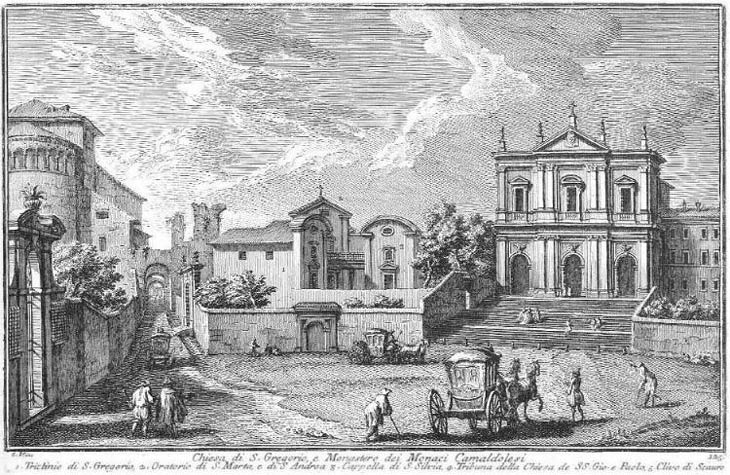
A Piazza di San Gregorio com a igreja de San Gregorio al Celio à direita e os três oratórios à no centro: o primeiro é Santa Barbara, o segundo, Sant'Andrea, e o terceiro, Santa Silvia. A rua com os arcos é o Clivo di Scauro e os edifícios à esquerda são parte do complexo de Santi Giovanni e Paolo.

Oratorio di Sant'Andrea al Celio é um oratório localizado na Piazza di San Gregorio, no rione Celio de Roma, um dos três oratórios de San Gregorio al Celio. Os outros dois são Santa Barbara al Celio e Santa Silvia al Celio. É dedicado a Santo André.

## História

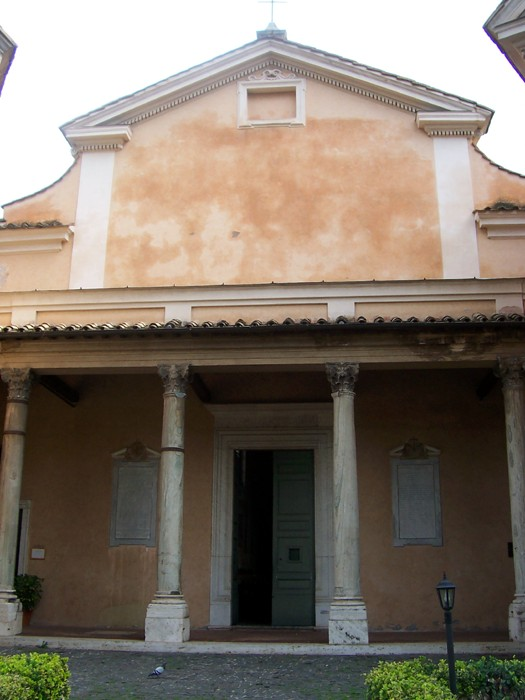
Vista do pórtico.

Este oratório foi construído, segundo a tradição, pelo próprio papa Gregório I, na casa de seu pai, foi reconstruída entre os séculos XII e XIII e sua forma atual se deve a uma reforma patrocinada pelo cardeal Cesare Baronio entre 1602 e 1608 e terminada depois pelo cardeal Scipione Borghese, que se valeu dos trabalhos de Guido Reni e Domenichino. Ele foi dedicado ao apóstolo Santo André por que, segundo a tradição, Gregório, quando era abade do mosteiro no local, retornou de sua segunda viagem a Constantinopla com uma relíquia dele, que era padroeiro do patriarcado bizantino.
Sant'Andrea é o oratório do meio entre os três que ficam no local. Os três foram concedidos pelo papa Leão XII para o capítulo da basílica de Santa Maria Maggiore em 1828, a quem ainda hoje compete a administração do local.

## Descrição
As obras de restauração do século XVI inverteram a orientação deste oratório, cuja fachada medieval dava para o Clivo di Scauro. Na antiga contrafachada (a atual parede do fundo) foram descobertos, logo abaixo do teto de madeira, afrescos muito deteriorados dos séculos X e XI e que retratam "Cristo entre Anjos e Profetas". Estas mesmas obras também levaram à criação de um pórtico com quatro colunas de mármore cipollino com capitéis clássicos. No portal de ingresso está a seguinte inscrição em latim: "Oratorium S. Mariae Virg. et S. Andreae Apost. / a S. Gregorio erectum iterum restitutum".

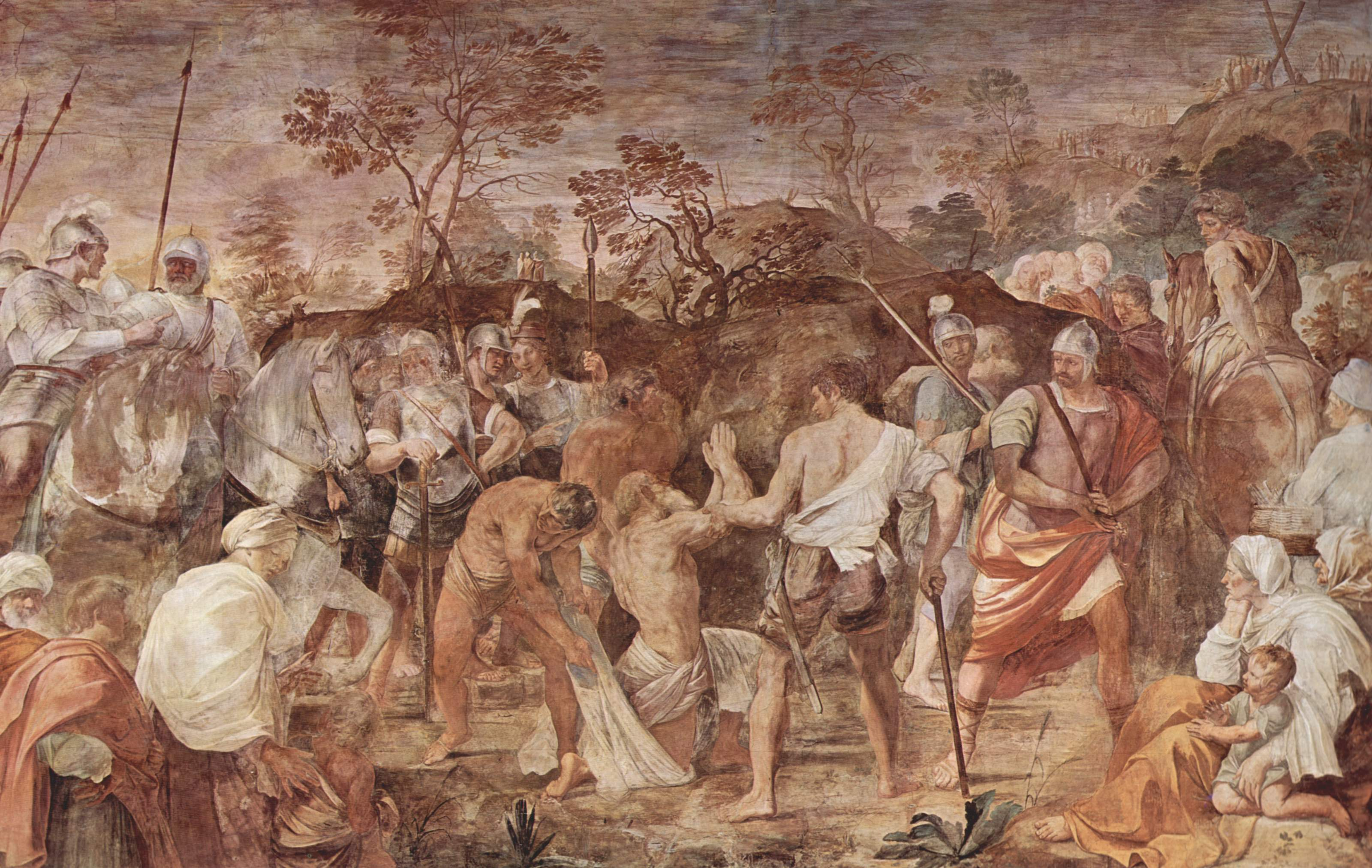
"Martírio de Santo André", de Guido Reni.

O interior do oratório tem planta retangular sem abside ou nichos. De notável prestígio é o teto de madeira em caixotões, de Vittorio Ronconi (1607), no qual está inserido um brasão da família Borghese. Na parede do fundo está o altar-mor, realizado com base num desenho de Flaminio Ponzio: acima dele está a peça de altar, de Cristoforo Roncalli (Il Pomarancio), representando a "Virgem Maria em Glória com Santo André Apóstolo e São Gregório Magno".
O oratório abriga os seguintes afrescos:
- "Santa Sílvia" e "São Gregório", de Giovanni Lanfranco, na contrafachada atual (a antiga parede do fundo).
- "Santo André Apóstolo em Contemplação do Martírio", de Guido Reni.
- "São Pedro" e "São Paulo", também de Guido Reni, aos lados da peça de Roncalli.
- "Flagelação de Santo André", de Domenichino.